# Patrick Bick
Patrick Bick (* 12. März 1977 in Illingen (Saar)) ist ein ehemaliger deutscher Fußballspieler.

## Werdegang

### Als Spieler
Bick begann das Fußballspielen beim VfB Hüttigweiler. Mit 14 Jahren schloss er sich dem SV Rot-Weiß Hasborn an. Für Hasborn spielte er in der B-Jugend, der A-Jugend und später in der Verbandsliga.
Bereits mit 17 Jahren begann Bick eine Ausbildung zum Physiotherapeuten. Parallel zur Fußballer-Karriere absolvierte er Fortbildungen zum Heilpraktiker und zum Akupunkteur. 1998 wechselte er zum damaligen Regionalligisten 1. FC Saarbrücken. Nach einem halben Jahr bei Saarbrücken wurde er in der Winterpause der Saison 1998/99 an den FC 08 Homburg ausgeliehen. Sportlich schaffte er mit der Mannschaft den Klassenerhalt in der Regionalliga West/Südwest. Jedoch wurde der Verein wegen finanzieller Unregelmäßigkeiten und nach Insolvenz in die Oberliga Südwest zwangsversetzt.
Bick verließ daraufhin Homburg und ging zum Süd-Regionalligisten SV Elversberg. Er schaffte in seiner ersten Saison 1999/2000 die Qualifikation für die zweigleisige Regionalliga. Bick blieb vier Jahre in Elversberg.
Zur Saison 2003/04 wechselte Bick zum Regionalligakonkurrenten FC Augsburg, blieb hier aber nur ein halbes Jahr. Im Januar 2004 ging er zu Eintracht Braunschweig in die Regionalliga Nord. Mit Braunschweig stieg er am Ende der Saison 2004/05 als Staffelsieger in die 2. Bundesliga auf. In seinem ersten Zweitligajahr absolvierte Bick 30 Spiele und erzielte dabei acht Treffer. Gleich am ersten Spieltag der folgenden Saison 2006/07 verletzte sich Bick schwer. Er musste zweimal operiert werden, sechs Monate pausieren und konnte erst Ende Februar wieder eingreifen. Er kam in der restlichen Saison noch zu acht Einsätzen und musste am Saisonende mit der Mannschaft als Tabellenletzter in die Regionalliga absteigen.
Nach dem Abstieg der Braunschweiger wechselte Bick zum Zweitligaaufsteiger SV Wehen Wiesbaden. Hier übernahm er gleich die Rolle eines Führungsspielers und verdrängte den etatmäßigen Wehener Kapitän Sascha Amstätter von seinem Stammplatz. Am Ende der Saison belegte er mit Wehen den achten Tabellenplatz. Insgesamt kam er dabei auf 27 Einsätze und erzielte zwei Tore. Sein erster Treffer war gleich am ersten Spieltag der 3:2-Siegtreffer gegen die TSG 1899 Hoffenheim. In der  darauffolgenden Saison spielte Bick nur noch sechsmal für die erste Mannschaft und stieg mit Wiesbaden als Tabellenletzter aus der 2. Bundesliga ab.
Zur Saison 2009/10 wechselte Bick zum neu gegründeten RB Leipzig in die Oberliga. Als Stammspieler stieg er als Oberligameister in die Regionalliga auf. In der Hinrunde der folgenden Regionalliga kam er nur zu drei Einsätzen in der ersten Mannschaft und wechselte Mitte Januar 2011 zum SSV Markranstädt. Hier beendete er im Juni 2013 seine aktive Karriere. 

### Nach der aktiven Zeit
Zur Saison 2013/14 wurde Patrick Bick Leiter der Physiotherapie beim Erstligisten Eintracht Braunschweig. Nach zwei Jahren bei Braunschweig wechselte Bick 2015 als Dozent an der Schule für Osteopathie in Leipzig, wo er im Folgejahr Mitglied der Faszialen Expertenrunde unter Leitung von Robert Schleip wurde. Von 2015 bis 2017 arbeitete er im Nachwuchsleistungszentrum von RB Leipzig als Leiter der medizinischen Abteilung. Seit 2017 betreibt er unweit des Stadions eine eigene Osteopathiepraxis.